# Kilyana obrieni
Kilyana obrieni là một loài nhện trong họ Zoropsidae.
Loài này thuộc chi Kilyana. Kilyana obrieni được Raven & Stumkat miêu tả năm 2005.